# Sociedade Esportiva e Recreativa Cruz Alta
O Sociedade Esportiva e Recreativa Cruz Alta é um clube brasileiro de futebol da cidade de Cruz Alta, no estado de Rio Grande do Sul. Foi fundado em 2007.

## História
Em 2008, disputou o Campeonato Gaúcho de Futebol da Segunda Divisão. Após, optou por dar uma pausa às atividades. Depois de um longo período sem futebol profissional na cidade, a SER Cruz Alta retornou no ano de 2017, quando esteve na Copa Sub-19 da Federação Gaúcha de Futebol. 

Em 2018 disputou o Campeonato Gaúcho de Futebol - Segunda Divisão de 2018. 